# Hădărăuți
Hădărăuți – mołdawska gmina w rejonie Ocnița, 245 km od Kiszyniowa, 125 km od Czerniowiec.
Powierzchnia gminy wynosi 34,46 km². Liczba ludności w 2004 roku wynosiła 2 055, w tym 977 mężczyzn i 1 078 kobiet. Obecnym burmistrzem jest od 1991 roku Ion Rusnac z Partii Komunistów Republiki Mołdawii (Partidul Comuniștilor din Republica Moldova). W latach 1986–1991 funkcję tę sprawował Dumitru Serebrian.